# Jitanjáfora
La jitanjáfora, o, en grafia catalana hitanhàfora, designa avui aquell mot sense significat establert i que crida l'atenció per la seva bellesa fonètica, o per ser especialment suggerent. És significant pur. El concepte va ser establert pel filòsof mexicà Alfonso Reyes, el 1942, extraient-lo del poema Leyenda del cubà Mariano Brull, que, dins de la seva línia de la poesia pura, proposà una infinitud de hitanhàfores. Així doncs, la mateixa paraula "jitanjáfora" fou una hitanhàfora fins al moment en què Reyes li donà el sentit de designar a les hitanhàfores.
Les hitanhàfores com a tals, doncs, apareixen i es cultiven en sentit estricte a la llengua espanyola. Un cop establert el concepte, però, les podem reconèixer a l'escriptura de nombrosos poetes i prosistes en moltes llengües, molts d'ells anteriors a Brull, a Reyes, i a la seva definició. James Joyce n'és en exemple magnífic. El seu Finnegans Wake n'està plagat.
Cal recordar que el moviment de la poesia pura fou proper al del surrealisme i és entre els seus adeptes que trobem una autàntica munió de hitanhàfores. Un cas notabilíssim el constitueix l'Antaviana, de l'escriptor català Pere Calders.